# Джаксън (окръг, Джорджия)
Вижте пояснителната страница за други населени места с името Джаксън.
Окръг Джаксън (на английски: Jackson County) е окръг в щата Джорджия, Съединени американски щати. Площта му е 888 km², а населението - 41 589 души (2000). Административен център е град Джеферсън.